# فرانسيسكو ايسبوسيتو
فرانسيسكو ايسبوسيتو (بالإيطالية: Francesco Esposito)‏ هو مجدف إيطالي، ولد في 4 مارس 1955 في كاستيلاماري دي ستابيا في إيطاليا.

## وصلات خارجية
- فرانسيسكو ايسبوسيتو على موقع الاتحاد الدولي للتجديف (الإنجليزية)
- فرانسيسكو ايسبوسيتو على موقع اللجنة الأولمبية الدولية (الإنجليزية)
- فرانسيسكو ايسبوسيتو على موقع أوليمبيديا (الإنجليزية)